# Poterie de Ciboure
Ciboure est une ville de Nouvelle Aquitaine située dans les Pyrénées-Atlantiques. Une poterie y a été active de 1919 à 1995.
Le bâtiment de la  poterie  était installé dans un ancien chai à baleinières au bord de la Nivelle dans l’actuel quartier du Golf. Le bâtiment principal, construit en 1930, a été transformé en 1997. Seul le magasin, au rez-de-chaussée, est resté dans son état d’origine. Il a été occupé depuis par diverses activités économiques, de 2016 à 2019 par une maison d’édition, La Cheminante. Cette dernière perpétuait, à son tour, l’activité culturelle de Ciboure que chantait déjà en 1995, Jean-François Larralde, ex-Conservateur du Musée de Guéthary : « Ainsi Elle a été reprise en ce mois de décembre 2019 par un couple d'artisans basques, qui y ont installé un atelier d'encadrement et y exposent et vendent Poteries de Ciboure, art populaire et peintures basques, dans un esprit artistique et éclectique. Ciboure de nos jours reste encore et toujours cette ruche en forme de colline inspirée pour des artistes aussi différents que possible. »

## L'histoire de la poterie

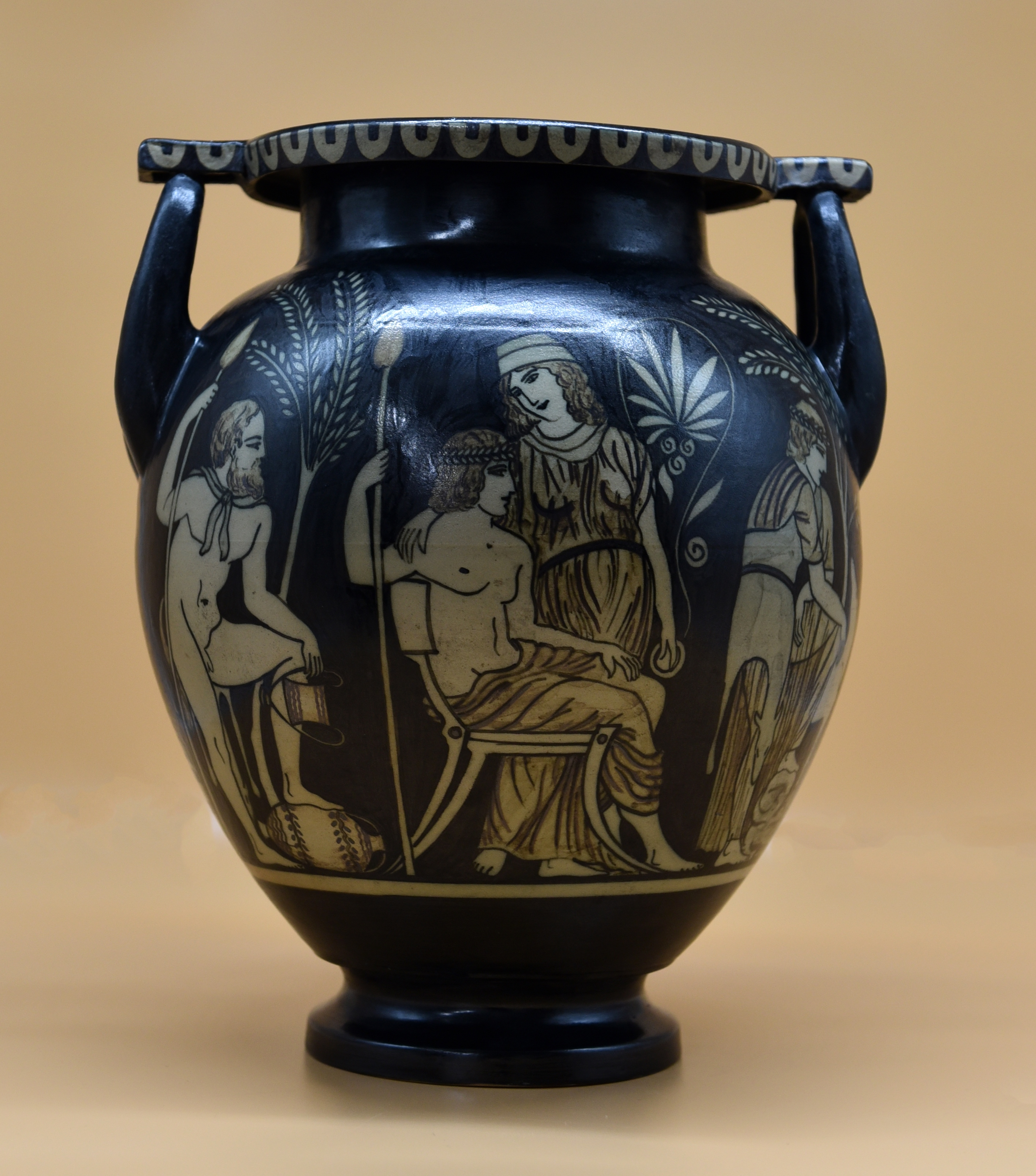
vase époque Vilotte non signé.

Elle fut active de 1919 à 1995. On peut distinguer quatre périodes :
- 1919-1922 :  Louis Floutier, Étienne Vilotte et Edgard Lucat.
- 1922-1945 : Étienne et Elise Vilotte
- 1945-1977 : Rodolphe et Suzanne Fischer
- 1977-1995 : Max et Carmen Fischer

À la fin de la guerre 1914-18, un peintre, Louis Floutier (1882-1936), ayant des attaches luziennes, son beau-frère, un ébéniste Étienne Vilotte (1881-1957) et un tourneur Marcel Lucat] (1883- 1953), décident de se lancer dans la poterie. Le couple Vilotte ayant les ressources financières nécessaires, la poterie est officiellement fondée à Ciboure par le dépôt de la marque ”VE Ciboure" le 17 mai 1922.
L’entente entre les trois fondateurs est de courte durée :  Lucat quitte les bords de la Nivelle en 1921 ; Floutier se consacre davantage à la peinture dès 1922. Finalement c’est le couple Vilotte qui assure le développement de la poterie jusqu’ en 1945, date à laquelle Rodolphe Fischer (1907-1977) acquiert l’entreprise. Tandis qu’il se forme sur le tas, il envoie son fils aîné, Max (né en 1932), à Vierzon, faire des études de céramique. Ce dernier commence à travailler à la poterie en 1951. En 1977, il reprend l’entreprise. À l’âge de la retraite, Max cesse toute activité commerciale, le 31 décembre 1995. Durant l'année 1996, Max Fischer et Robert Brandhof créèrent, à titre personnel, les toutes dernières poteries : c'est le 11 décembre 1996 à 12h30 que le dernier enfournement se termine.

## L'argile basque comme matière première
Dès l'origine, les trois artistes se sont orientés vers la production de poteries de grès (de grand feu).Ils copient la céramique grecque, ou s’en inspirent, car l’art antique était la base de l’enseignement des Beaux-Arts à cette époque art déco. Deux colorants, le noir et le rouge, composés d’oxydes métalliques, sont utilisés pour peindre les motifs. Appliqués en plein, le noir produit à la cuisson un noir brillant tandis que le rouge donne un brun. Etendu à l’eau, le noir se transforme, suivant la densité, en palette de bleus et de verts. Quant au rouge, il se décline du rouge foncé au sable clair. Les motifs contrastant sur un fond noir brillant, ou, à l’inverse, en figures noires sur la terre nue ocre :  c’était cette même technique qui était utilisée dans la céramique grecque.
Pour obtenir une matière qui combine les qualités de plasticité, réduction modérée à la cuisson, couleur de la terre et bonne tenue au feu, les trois artistes expérimentent des mélanges de terres. Pour y parvenir, ils choisissent l'argile gris-rosé cibourien, l'argile rouge de Biarritz qui alimente par ailleurs les tuileries de la zone artisanale de la Négresse, le Feldspath de Louhossoa (Louhossoa viendrait de lurotsua, qui signifie en basque "le lieu où abonde la terre" et la terre blanche réfractaire des Charentes. Chacun de ces éléments apportant ses qualités propres, à savoir : bonne tenue au feu, plasticité et retrait modéré à la cuisson.

## Le grès de grand feu: une technique exigeante
La cuisson est ce moment d'équilibre où tout peut basculer. Les écueils : des décors qui apparaissent fades, mal définis, ou au contraire des coups de feu, avec des motifs brûlés. Il y a deux cuissons :
- À l’issue de la première (900 °C), dite cuisson de dégourdi, qui fait perdre à la pâte son eau, on obtient un biscuit.
- Lors de la seconde cuisson, dite de haute température (de 1 200 à 1 300 °C selon le mélange des terres), après la pose de la peinture et de l’émaillage intérieur, a lieu la vitrification du tesson et de son décor.

## Les quatre grandes périodes de production

### Lucat, Floutier et Vilotte: 1919-1922 - Les débuts

#### Le tourneur
Lucat, « excellent tourneur », était céramiste et verrier. Il a certainement apporté ses connaissances techniques à Vilotte. Grâce aux registres administratifs tenus par Elise Vilotte, on apprend qu'il travaille à Ciboure jusqu'en 1921, date à laquelle il est remplacé, dans l'urgence, par Adrian Esteban. Séverine Berger relève dans La Poterie de Ciboure 1919-1945 que Lucat était un maître dans le tournage des pots inspirés des vases antiques (canthare, stamnos…), qui figurent, depuis l'origine, dans le catalogue de la poterie. Les sources documentaires ayant servi de support aux travaux de Lukat sont inconnues. Toutefois, Max et Carmen Fischer se souviennent que les décorateurs puisaient leur inspiration dans les livres d'art présents à la Poterie. C'est ce qu'évoque par ailleurs Jean-Paul Goikoetxea : « des reproductions de style grec avec une note de style des années 20 ».

#### Le peintre

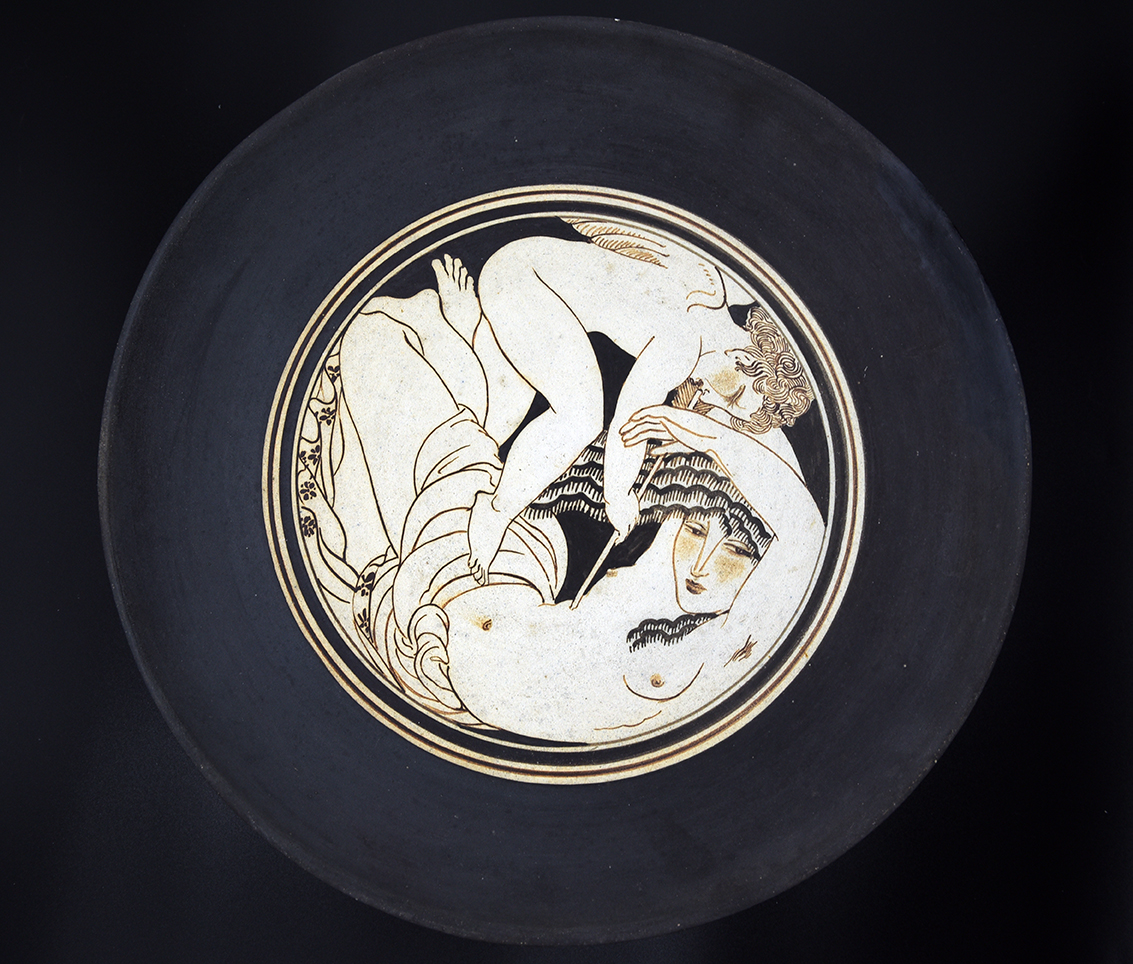
Assiette Floutier collection particulière.

Louis Floutier (1882-1936),, apporte son souffle artistique dès la naissance de la poterie ; c'est lui qui « créé un style néo-grec sur fond noir s'inscrivant dans le mouvement des arts décoratifs naissants ». Dans sa thèse de doctorat, Rémi Lambert décrit l'approche de Floutier et ces « grès généralement décorés de scènes reprenant un vocabulaire antique, souvent issu des précédents athéniens et étrusques, ainsi que d’une évocation d’un séculier et singulier Pays basque ». S'inspirant du lauburu (croix basque présente sur les stèles discoidales des cimetières et des églises basques), il a su adapter du travail d'un autre peintre luzien, Philippe Veyrin, la « svastika rectiligne » (ou croix à virgules), motif géométrique qui décorera notamment les marlis des assiettes et des plats du service "Cerbitzua", de la Faïencerie de Sarreguemines. Ce symbole solaire, que l’on retrouve partout et de tous temps dans le monde, n’a donc rien à voir ici avec l’insigne nazi.

#### Le céramiste

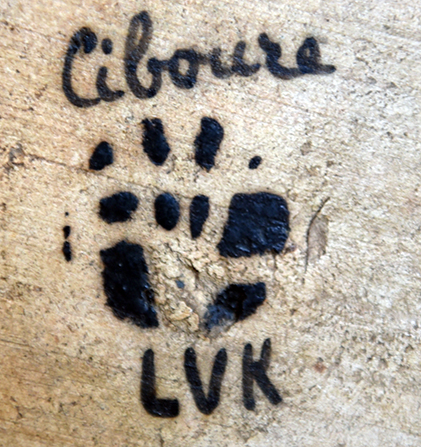
Marque des années 1919 à 1921.

Étienne Villotte, qui n'est pas du métier (il était ébéniste), par essai et erreur, en collaboration avec Lukat, élabore les premiers mélanges permettant de reproduire des teintes, des reflets le plus proche possible de la céramique grecque. Entre 1919 et 1922, les pièces sont signées "LF" pour Floutier, d'autres "LVK" pour Lucat, Ces deux signatures sont, souvent associées avec la première marque dite "à patte de chat". La technique développée par Étienne Vilotte, dès 1919, ne sera jamais remise en cause, et ce, jusqu'à la fermeture des ateliers ; Max Fischer a toujours mis en avant le génie créatif de Vilotte qui a su concevoir des fours (qui seront utilisés jusqu'en 1963), développer des formules originales d'émaux et travailler inlassablement à  "façonner des poteries en grès, déterminer les couleurs, les mettre au point, afin que les poteries soient parfaitement vitrifiées". C'est également sous l'impulsion de Vilotte que les premières pièces moulées sortent de la poterie.

#### L'avis d'un collectionneur: Karl Lagerfeld
Pour Karl Lagerfeld (1933-2019), amateur éclairé de la production cibourienne, « les trois amis », n’ont pas une grande connaissance du métier de céramiste ; Vilotte n’était-il pas menuisier? Il rappelle par ailleurs que dès 1920, « La page de couverture de leur petit catalogue de vente annonçait céramique de grand feu, des dessins exclusifs peints à la main et des émaux uniques ». S'agissant, cette fois, du particularisme de la production que « les toutes premières pièces, qui étaient rares et sans éclat, ont un charme particulier en raison de leurs bizarreries et de leurs imperfections dues au manque de compétences techniques ». Pour lui, c’est sous l’impulsion de Floutier (comparé par ailleurs au peintre de Darius) qu’entre 1919 et 1922, la poterie connait son âge d’or. Par ailleurs, ce même collectionneur, dans un livre de photos, s'agissant des vases  "néogrecs"  (ou gréco-basque) tient à préciser : "Ils sont depuis très recherchés pour leur beauté parfaite. Ces trois potiers ont créé une image idéalisée du monde antique, réinterprétant des méthodes centenaires de fabrication, et redessinant, avec art, les scènes érotiques ou champêtres qui appartenaient au répertoire de vases grecs classiques. Une certaine innocence et naïveté pointe de ces chefs-d’œuvre, tous basés sur l’illusion d’un temps si lointain."

Rodolphe et Suzanne Fischer n’ont pensé à faire leur propre marque qu’en 1950-51. Autrement dit, les pièces fabriquées entre 1945 (date de l’achat de la poterie à Vilotte) et 1950 sont indûment tamponnées Vilotte (VE). De même qu’après 1977, Max et Carmen se sont servis pendant deux ou trois ans du tampon précédent, celui de Rodolphe (R.F), avant de créer le leur (MFC).

### Étienne et Élise Vilotte: 1922-1945. Le néobasque s'ajoute au néogrec
Après les départs de Floutier et Lucat, Vilotte est seul à la tête de l'entreprise. Il introduit le style néobasque, créé par le décorateur Almès, après son retour à la poterie en 1924. L'apport des formes utilitaires traditionnelles basques (pedarra ou gargoulette) en est la démonstration la plus affirmée. Elles sont dues au talent du deuxième tourneur qui officie à la poterie de Ciboure : Adrian Esteban. Celui-ci travaille, au gré des besoins de la production saisonnière, pendant des périodes plus ou moins longues. Cet Espagnol, originaire d'Estrémadure, perpétue la tradition des potiers de son pays, venant à dos d’âne vendre leur production sur les marchés. Ses descendants, qui habitent toujours Ciboure, sont surnommés "Pottero fino".
1. La liste des décorateurs qui se succèdent à la Poterie est longue, certains travaillent un mois, d'autres plusieurs années. Il est à noter que de 1922 à 1945, ils ne signent plus leurs œuvres (à part Almès dans de rares cas) : seule subsiste la marque “VE” (Vilotte Étienne). Parmi ces artistes, on peut citer :

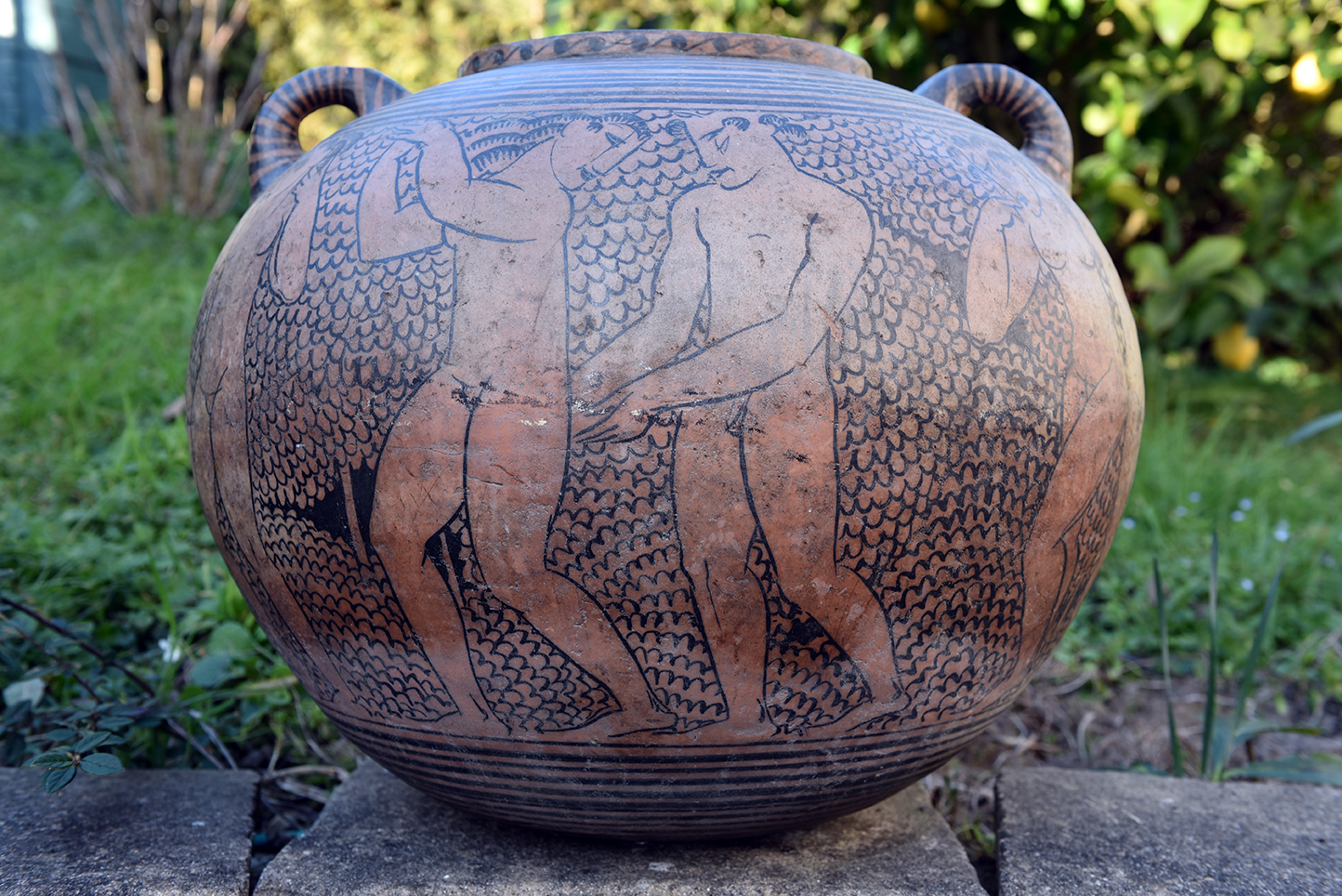
Vase Jean Léon collection particulière.

Jean Léon, un ami de Floutier, dès 1921, rejoint l'atelier de la poterie. Sa signature très rare, est recherchée par les collectionneurs.
Pierre Almès occupe une place de premier plan dans l'Histoire de la poterie, puisqu'il  est présent dès le début, amené par Louis Floutier qu'il a connu chez Cormon,  de 1920 à 1922. Il reviendra ensuite à partir de 1924, après une période de deux années passée à l'atelier BACS de Golfe Juan sous la direction de Jean Barol, période pendant laquelle il affinera sa technique concernant les décors "néogrecs" qu'il mêlera aux effets du lustre métallique de l'école Massier.
l'abondante iconographie de ses pièces, qu'elles soient signées ( rarement) ou simplement attribuées, du catalogue d'exposition de l'exposition de Bayonne de 2020 http://www.lefestin.net/la-poterie-dart-de-ciboure-1919-1995, ou du livre de Severine Berger la poterie de Ciboure 1919/1945 https://www.editions-cairn.fr/de/-atlantica/1423-la-poterie-de-ciboure-1919-1945-9782843940132.html traduisent bien l'importance de la production de ce décorateur, tant pour les pièces de style néogrecs, ( danseuse au tambourins ou aux cymbales, personnages aux paniers de fruits, ou des scènes délicatement érotiques avec parfois une pointe d'humour qui étaient particulièrement demandées au milieu des années 20  que pour les décors néo-basques un peu plus tardifs ; les amateurs avertis peuvent s'exercer à reconnaitre le "style Almès" même en l'absence de signature, comme l'explique Séverine Berger, d'après la forme des têtes et  cous des personnages, ainsi que l'harmonie des mouvements, typiques de la stylisation art déco.
Les mêmes amateurs pourront également, en consultant la page wikipédia consacrée à Pierre Almès,  trouver des informations complémentaires quant aux sujets récurrents cités ci dessus,  traités par l'artiste.

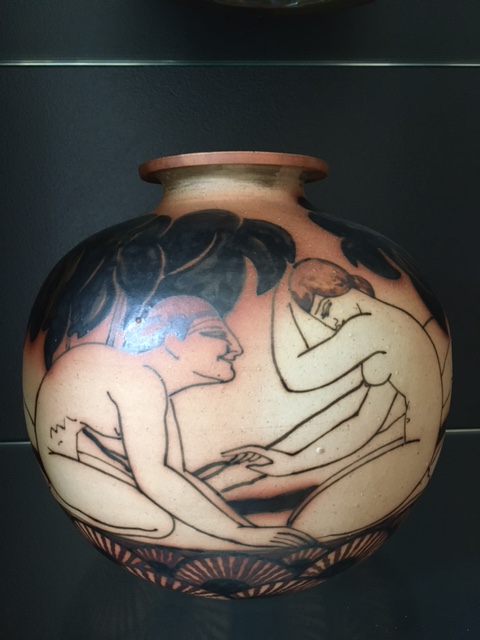
Ciboure néogrec art déco attribué à Pierre Almès

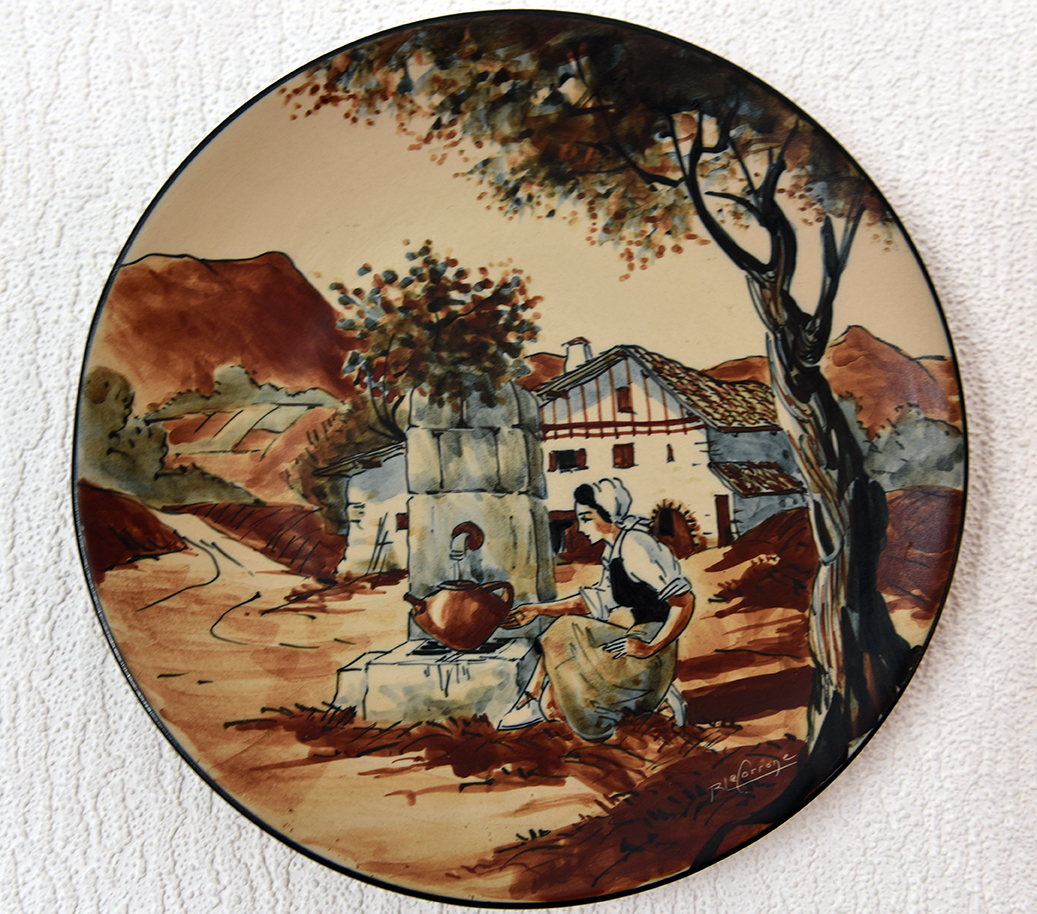
Assiette Richard Le Coronne collection particulière.

Richard Le Corrone (1909-1977) rejoint la poterie dès 1928. Ne pouvant donner libre cours à toute son imagination, il y travaille par périodes, plus ou moins longues, selon les commandes, en alternance avec son emploi de barman au "Bar Basque" à Saint-Jean de Luz ou à "La Réserve" à Ciboure, ". On le retrouve également à la "Pergola", près de la boutique luzienne de la poterie ; il s'y adonne à un autre plaisir : il croque les touristes… ses caricatures sont fort appréciées des vacanciers. Dès cette période, il compose, dans un style enlevé, très reconnaissable, des scènes basques, inspirées des danses ou des travaux des champs. Il s’est particulièrement illustré dans les Jorraila (dans les années 1950). Ce style aux motifs géométriques issus du répertoire décoratif des pierres tombales et des linteaux des portes et fenêtres basques, peints à l’émail brun foncé en relief sur fond clair, a été créé par Suzanne Fischer, la femme de Rodolphe.
Pedro Garcia de Diego (1904-1969) entre à la poterie en 1927. Précédemment, il était déjà peintre et décorateur à la fabrique de vitraux Mauméjean à Hendaye. Habitant Irun, la guerre civile le contraint à fuir l’Espagne. Vilotte accueille toute sa famille à Ciboure en 1936. Déporté en Allemagne en 1943, il revient en 1945 et demeure à Ciboure jusqu'en 1969, date de son décès. Il était principalement connu pour ses décors de vases grecs, il affectionnait par ailleurs les décors composés de paysages, de scènes de la vie locale ou de tauromachie. Son tableau de glaïeuls dans un vase néogrec de la Poterie, ci-dessous, est un clin d’œil à ses deux passions.

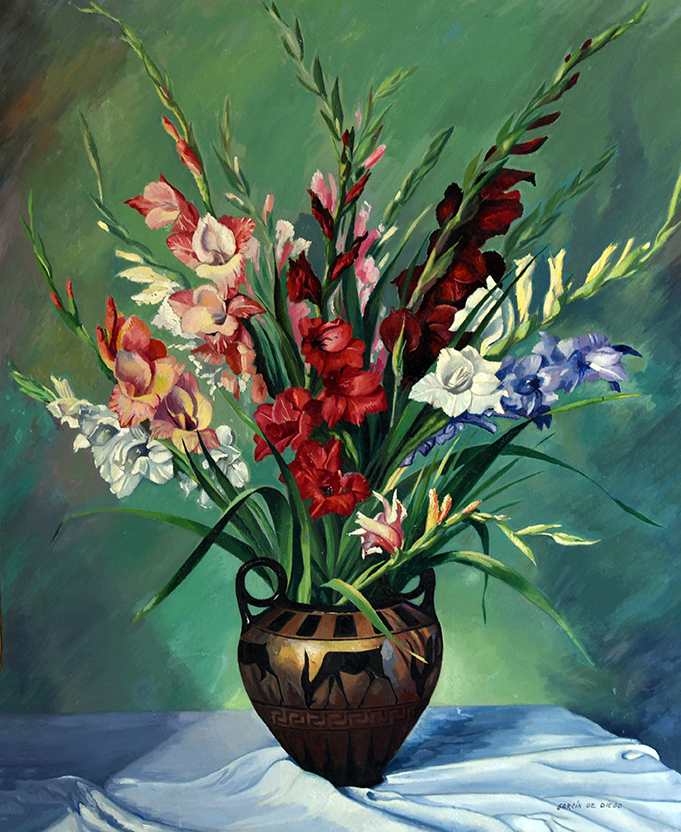
Vase aux glaïeuls, Pedro Garcia de Diego, collection particulière.

Dans ce monde très masculin, la première femme décoratrice, Mademoiselle Morisson, est embauchée dès 1924. Le milieu des années 1920 est, quant à lui, marqué par l'embauche de décorateurs russes blancs, de juifs polonais ou russes. À cette époque, Biarritz est une étape incontournable de la "Tournée des Grands Ducs", c'est à "La Réserve" à Ciboure" que se retrouve le Gotha, de la noblesse européenne". À ce propos Karl Lagerfeld, s'interroge : "ces célébrités étaient-elles ignorantes du fait qu’un atelier de céramique novateur et ambitieux se trouvait à deux pas de là?" La réponse à cette interrogation est bien évidemment positive : cette clientèle fortunée, au goût aiguisé, dépense sans compter à la poterie. La proximité des golfs (Biarritz, Saint-jean de Luz et Ciboure) draine parallèlement une clientèle anglaise huppée.
De toutes les différentes  époques, le marché retient surtout, et de loin,  à l'image de Karl Lagerfeld, les réalisations les plus parfaitement harmonieuses du style néogrec-art déco, celles rares, de Louis Floutier ou de Jean Léon, dont on sait qu"elles datent d'avant 1922 puisque ces deux artistes quittent la poterie lors du dépôt de la marque EV et l'interdiction qui leur est faite de signer leurs œuvres, (encore que certaines pièces non signées de Floutier laissent à penser qu'il y a pu y  travailler encore un peu),  ainsi que celles de Pierre Almès, qui peuvent se situer entre 1920 et 1922, signées mais  de facture assez classique et un peu raide où l'on voit qu'il cherche encore son style,  ou bien celles d'après 1924 franchement "art déco" dont certaines délicieusement  "racoleuses" mais sans doute sur une durée  assez restreinte puisque le style néo-basque remplacera progressivement le style néogrec dans la deuxième partie des années 20. et surtout dans les années 30 ; malgré tout il peut être intéressant de noter l'évolution des coiffures féminines qui suit parfois celle de la mode durant les années 20.https://www.gazette-drouot.com/article/cote-la-poterie-basque/6120
Par ailleurs  il est légitime de se poser la question de la production de 1922 à 1924, période pendant laquelle la poterie a perdu ses trois plus grands artistes de talent ( Floutier, Léon et Almès) : l'exposition de Bayonne de 2020 nous renseigne également sur ce point : il y a eu de nombreux décorateurs pour l'essentiel originaires des pays de l'est, ( qui disparaissent après 1924) et  qui essayent tant bien que mal de rester dans la continuité du style néogrec classique. (non art déco).

### Rodolphe et Suzanne Fischer: 1945 - 1977

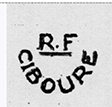
Marque de Rodolphe Fischer.

#### La marque Rodolphe Fischer: 1945-1977
Rodolphe Fischer, issu d'une famille d'artisans, possédait un magasin de cadeaux à Paris. En 1945, suivant un de ses cousins, venu en Aquitaine récupérer des autobus parisiens réquisitionnés puis abandonnés par les Allemands, il tombe sous le charme du Pays basque. Il découvre par hasard, dans un magasin à Biarritz, des poteries aux décors néogrecs ou basques, qu'il souhaite commercialiser dans sa boutique de Belleville. Il se rend à Ciboure et rencontre Vilotte, dans une poterie ruinée par la guerre. Ce dernier, âgé de 64 ans et sans enfant, lui propose non pas d'acheter des pichets et des vases mais... le fonds de commerce. Dès leur arrivée, Suzanne et Rodolphe ont à gérer d'une part la pénurie économique (manque de matières premières, peu d'acheteurs potentiels) et d'autre part l'absence d'artistes (la guerre ayant dispersé toute l'équipe). Il est à noter que sous l'ère Fischer, chaque œuvre est à nouveau signée par son décorateur, auprès de la marque de Rodolphe, R.F (cette dernière sera déposée, à Bayonne, le 17 mai 1951).

#### L'apport de Suzanne Fischer
À côté des « grandes pièces » que sont les vases, les amphores ou les cratères, Vilotte, dans l’immédiat avant-guerre, avait commencé à produire des « petites pièces », comme des pichets, des assiettes décoratives, des services à thés, des cendriers. Suzanne et Rodolphe Fischer, partant du constat que les étrangers fortunés avaient cédé la place aux touristes profitant de leurs congés payés, surent habilement adapter la production de la poterie aux moyens financiers et aux goûts de cette nouvelle clientèle. Ils développèrent dans la région, jusqu’à Lourdes, le réseau de vente que Vilotte avait déjà étendu à Paris dans les grands magasins. Parallèlement Suzanne créa de nouveaux décors utilisant l’émail (Jorraila, Clara, Carole et Alexa). Le style des Fleurs de pommier fut créé par Charles-André-Marie Floucault, dit Chaf, et développé par Madeleine Moreau. Grâce à cette dernière, à la même époque, apparaissent les Fleurs d’edelweiss. Enfin, c’est Carmen Fischer qui créera les Fleurs de lotus.

##### Jorralia

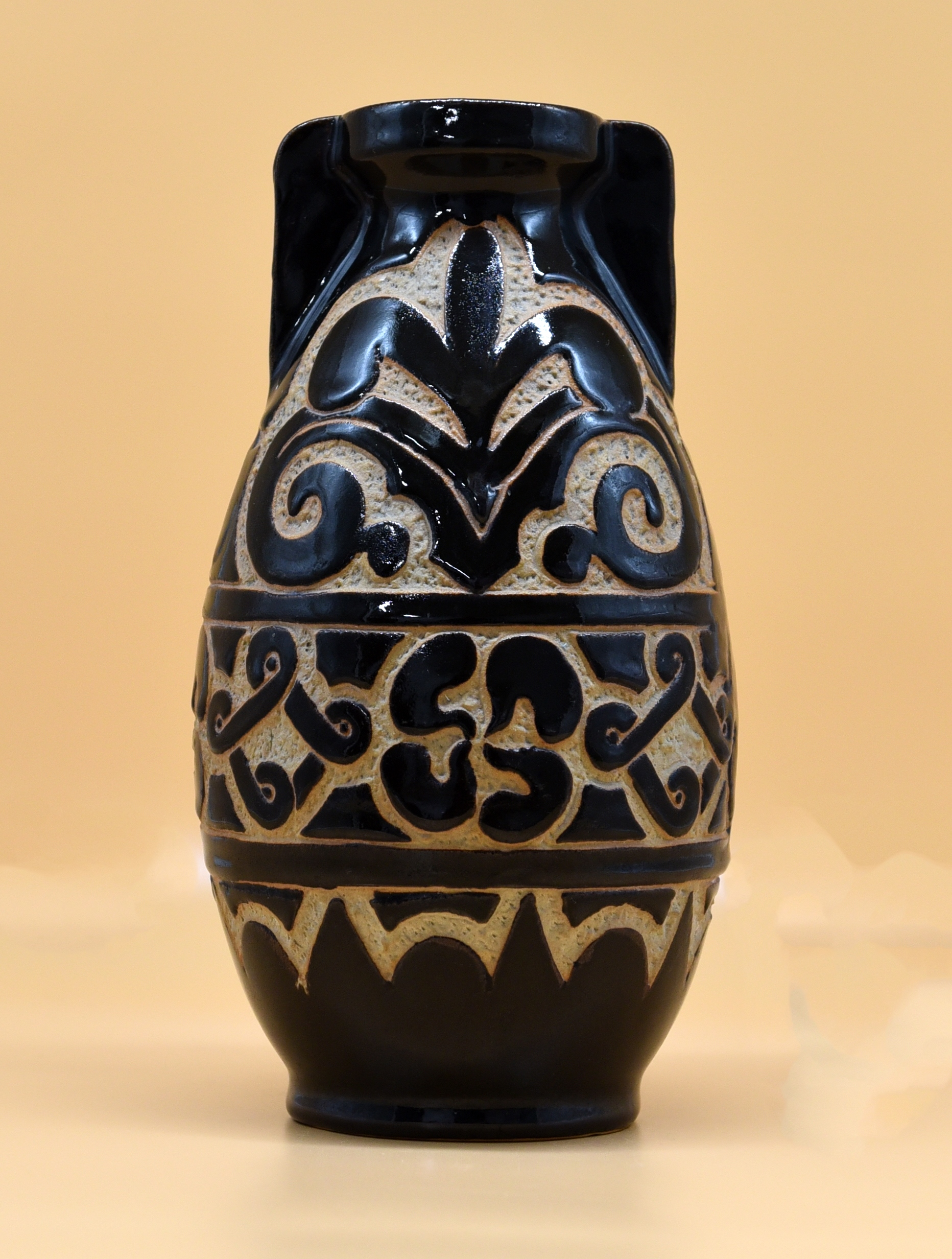
Vase Jorralia, collection particulière.

Juste après la guerre, le style Jorraila s’impose. La technique en est novatrice : une fois la pièce tournée, séchée plusieurs jours, et avant cuisson, un motif géométrique est dessiné au crayon. Le décorateur incise ensuite le contour du motif à la pointe à tracer. Puis piquette le fond du décor, afin de faire ressortir le motif. Après une première cuisson à 900 °C, un émail brun foncé est appliqué sur le relief. Pour terminer, la pièce est cuite à haute température. C’est en visitant le musée basque de Bayonne que Suzanne Fischer eut l’idée de s’inspirer de l’iconographie religieuse basque, comme les stèles discoïdales ou les linteaux de portes et fenêtres des maisons.

##### Arroka

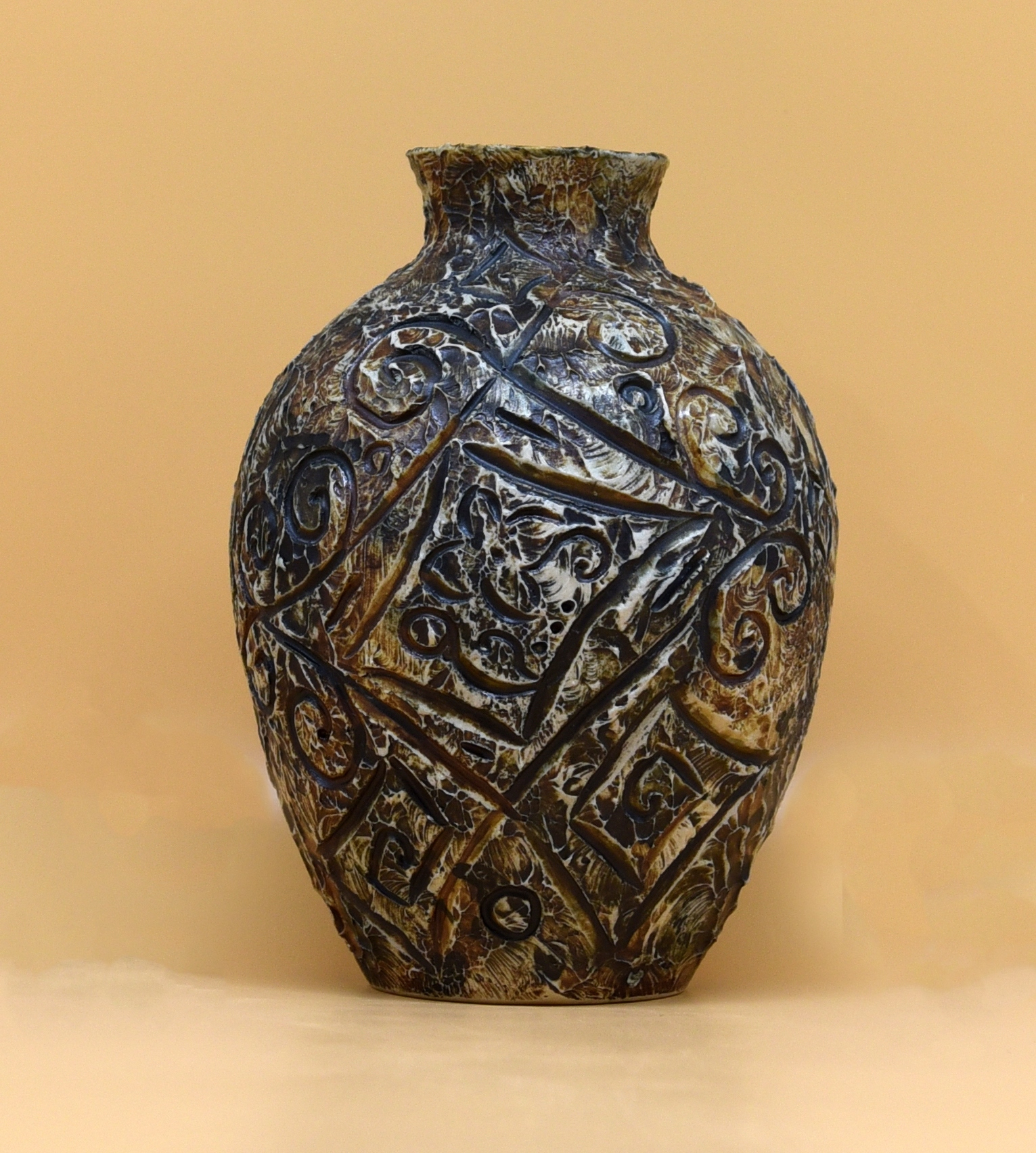
Vase Arroka, collection particulière.

Au début des années 1960, Suzanne Fischer développe un autre style : Arroka (le rocher, en basque). Sur le biscuit, on applique, à l’éponge, de la barbotine (argile étendue d'eau). Des motifs stylisés de fleurs, de feuilles tourbillonnantes sont ensuite ciselés dans cette matière lorsqu’elle durcit. La pièce est ensuite plongée dans un bain d’oxyde soit rouge, soit noir (dilué dans l'eau) pour obtenir des tons allant du bleu au vert (à partir du noir), ou un camaïeu de bruns (à partir du rouge). Rehaussées d’émaux colorés, les collections Clara, Carole et Alexa, signées Suzanne Fischer, rencontrent un vif succès en raison de leurs qualités décoratives. Elles font l’objet d’un dépôt de marque, à Bayonne, le 9 juin 1960.
Pour certains auteurs - dont Séverine Berger -  la poterie cesse alors d’être une "poterie d'art" pour devenir "une poterie basque". C’est omettre que la Poterie, de 1919 à 1995, a continué de réaliser tous les styles de décors qu’elle avait créés, y compris le néogrec. Les créations personnalisées sur commande, y compris les coupes de sport ou plaques de maisons, ont été réalisées avec le même souci constant de qualité, tout au long de l’existence de la Poterie de Ciboure. Pour d'autres amateurs : le style Arroka " est un rare témoignage de la méthode de production de la manufacture de Ciboure, œuvre du potier après tournage et décoration mais avant émaillage et cuisson".
De nombreux artistes, le plus souvent cibouriens, se sont illustrés durant cette période. Leurs maisons basques, pelotaris, danseurs, pêcheurs, femmes à la fontaine, belles bergères surveillant leur troupeau de brebis, musiciens jouant du Txistu ou du Panderoa sont encore très prisés par les chineurs. Parmi les décorateurs les plus cotés, on trouve notamment, en plus de Pedro Garcia de Diego et Richard Le Coronne, toujours actifs :
Charles André Floucault dit "Chaf" (1880-1969), qui est essentiellement connu pour ses talents de caricaturiste et d'aquarelliste, il travaille dans le même temps (de 1940 à 1952), comme décorateur à la poterie .
Roger Berné (1933-2002), de 1951 à 1969, collabore avec la poterie, tout en poursuivant, parallèlement une œuvre personnelle (prix de la ville de Bayonne, de Boucau, de Saint-Jean de Luz).
Maria Fernandez, exerce son talent de 1946 à 1952. Elle est connue, notamment, pour ses vases en grès de forme tulipe, ses vases bursiformes.
Maurice David, travaille à la poterie de 1948 à 1958. Il est le neveu de Pedro Garcia de Diego.

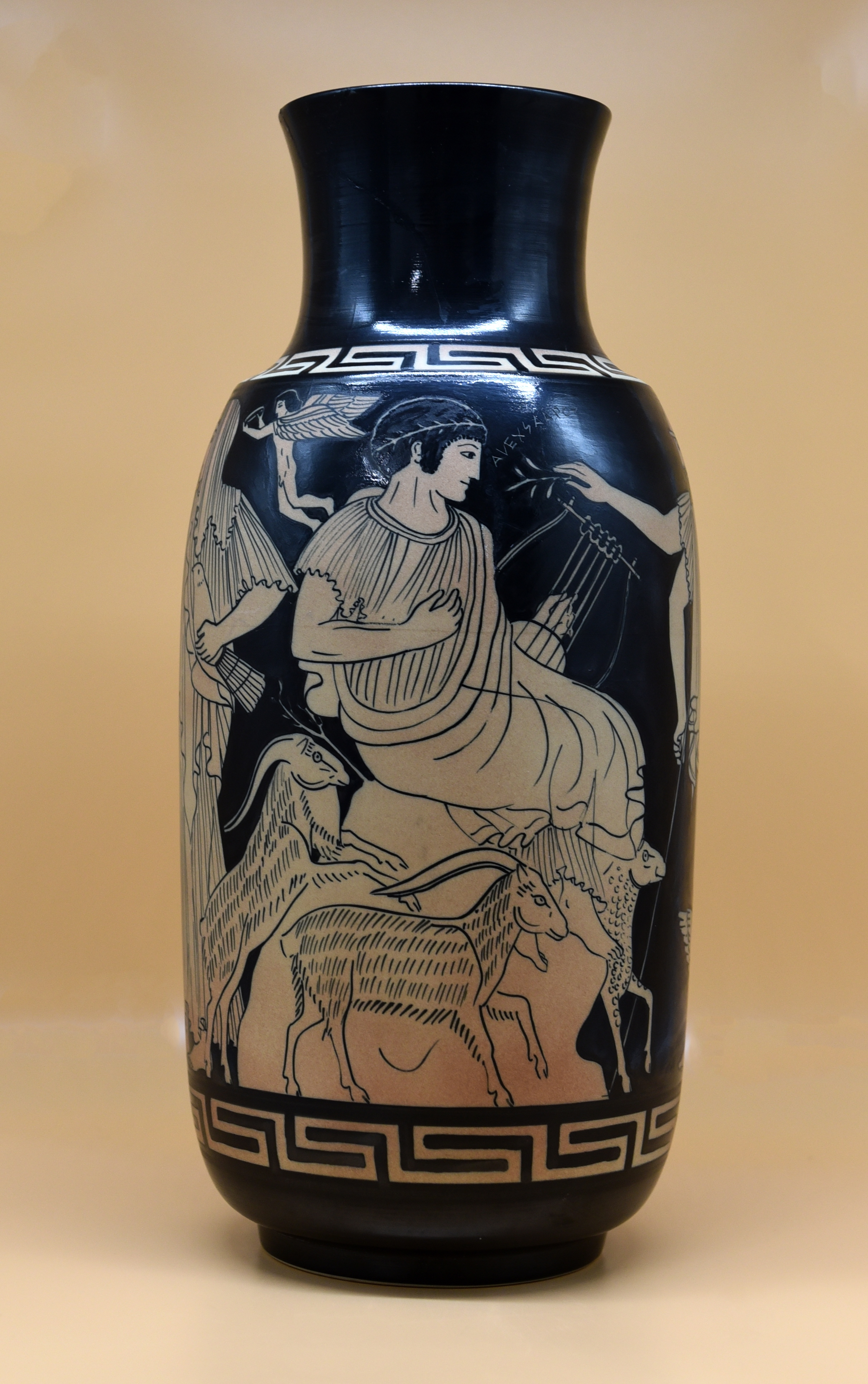
Vase néogrec Carmen Fischer, collection particulière.

Carmen Fischer (née en 1934), fille de Pedro Garcia de Diego, est entrée toute jeune comme décoratrice à la Poterie et a épousé Max Fischer en 1952. Ses pièces, néogrecques, néobasques, ses Fleurs de lotus (décor qu’elle a créé, entre autres), sont très recherchées par les chineurs.
Madeleine Moreau, est présente pendant une grande partie de la période Fischer. Elle est remarquable pour la grande finesse de son travail, en particulier les Fleurs de pommier et les Fleurs d’edelweiss. Dans un entretien, s'agissant de l'atmosphère artistique qui régnait à la poterie elle insiste sur le fait que "trois artistes dominaient : Pedro Garcia de Diego, Roger Berné et Richard Le Corrone, que j'ai eu la chance d'avoir pour mentor. Il dessinait avec élégance, savait suggérer le bon mouvement, travailler en finesse. Non seulement, Le Corrone était un grand artiste, mais en plus, il était très cultivé. C'était un plaisir de l'écouter; de l'entendre raconter ses aventures."
Anne-Marie Grillard et Monique Ordoqui officient également à la même époque à l’atelier de décoration. Daniel Labarbe, dans son ouvrage consacré à la poterie, brosse un portrait très détaillé de chacun des collaborateurs ayant participé à cette aventure artistique

### Max et Carmen Fischer:  1977-1995

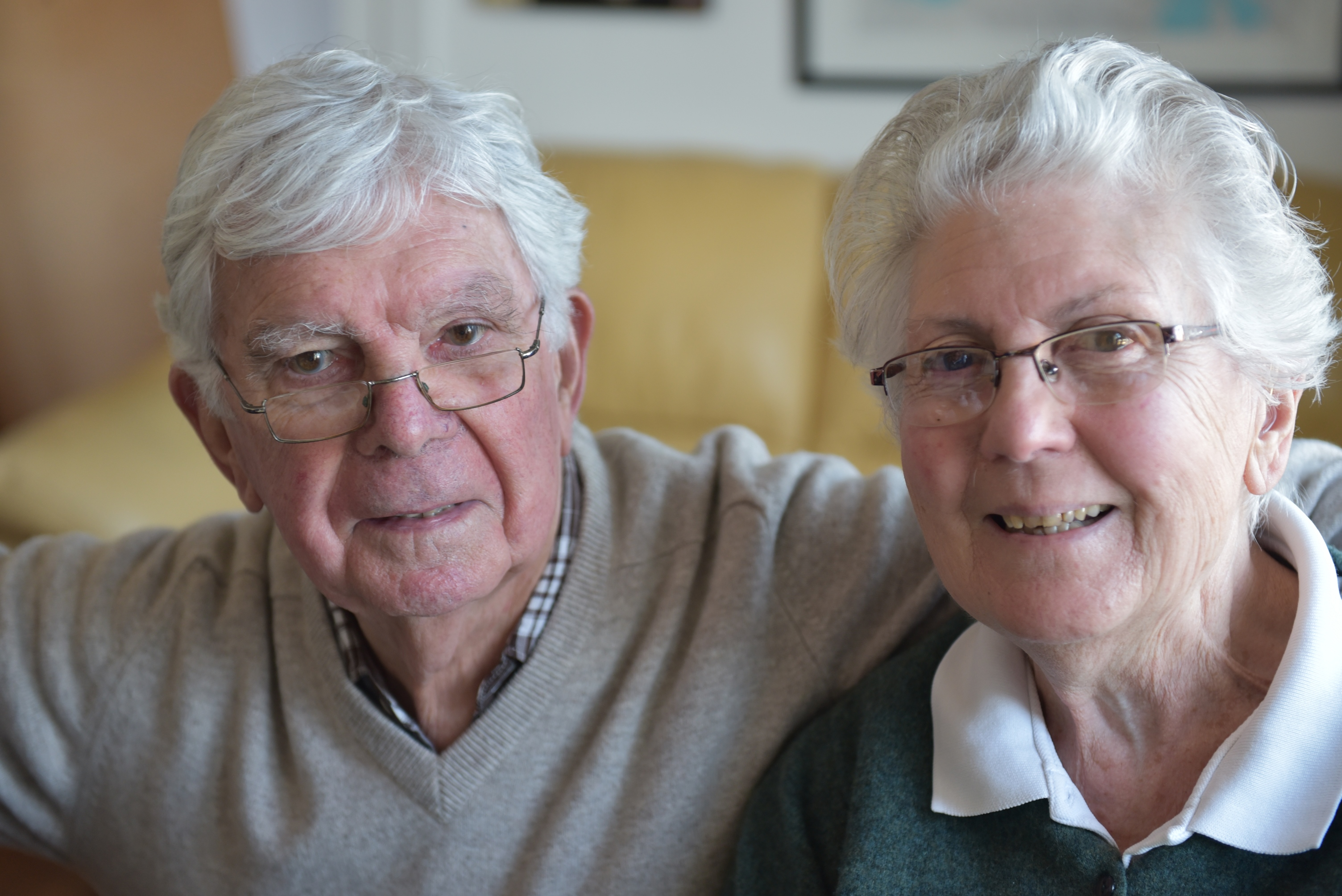
Carmen et Max Fischer, Ciboure, mars 2019.

Après de solides études de céramiste à Vierzon, Max revient à Ciboure en 1951. Dans les années 1960, il comprend vite que les deux fours à bois de respectivement 700 et 900 litres sont devenus obsolètes et qu'il convient de moderniser l'outil de production. Il dote alors la Poterie d'un four à gaz. C'est à partir de cette période qu'il fut possible de contrôler, en temps réel, la quantité et la qualité des gaz brûlés lors de la cuisson et de trouver un équilibre entre l'oxydation et la réduction de l’atmosphère du four pour obtenir un résultat parfait.

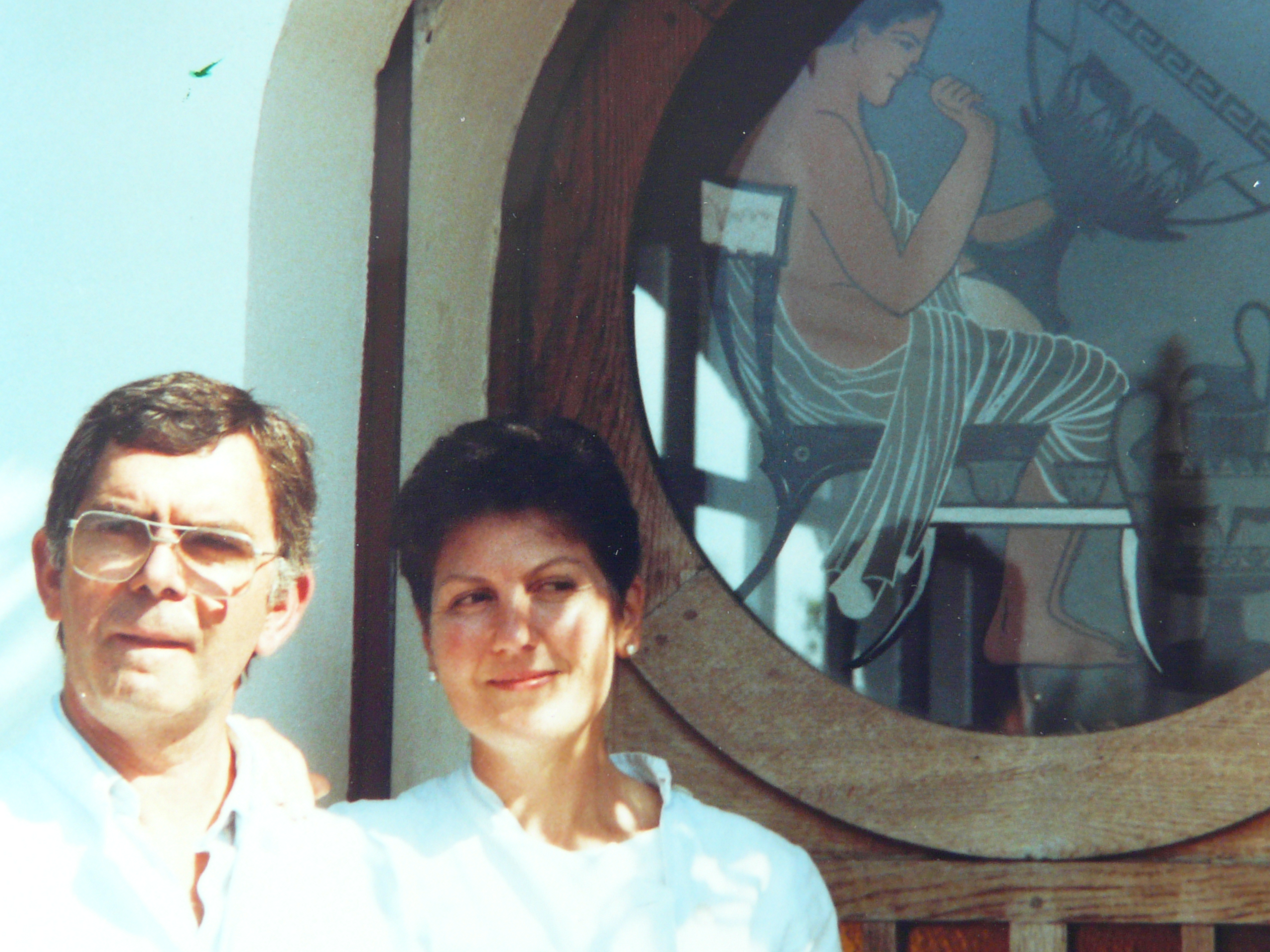
Max et Carmen Fischer, devant la poterie, septembre 1986.

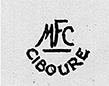
marque de M&C Fischer.

En 1976, Rodolphe Fischer devient Maire de Ciboure. Touché par la maladie, il ne peut terminer son mandat ; il décède en 1977. C'est alors son fils, Max, qui prend la direction de la poterie. À son tour, il crée sa propre marque en joignant à son initiale, celle de Carmen (MFC). Malheureusement pour les nouveaux propriétaires, le début des années 1970 est marqué par un retournement de la conjoncture économique. L’artisanat d'art, supporte des coûts de production élevés (principalement dus à la forte augmentation des salaires négociée en mai 68). Dans ce contexte social difficile, la poterie doit se séparer de nombreux collaborateurs talentueux. Afin de préserver le niveau d'excellence de la création une conclusion évidente s'impose : seul, sans aide extérieure, le couple doit assurer une production de qualité. Durant plus de 15 ans, "les Fischer", par l'originalité de leurs créations; en sachant s'adapter à la demande, permettent à Ciboure d'être une ville abritant une poterie d'art. Le 31 décembre 1995, l'âge de la retraite sonnant, aucun repreneur ne s'étant manifesté, la poterie cesse son activité commerciale.

#### Le regard de Robert Brandhof: la fermeture de la poterie
Dans son ouvrage La Poterie d´Art de Ciboure (consultable au musée Basque et de l'histoire de Bayonne), ce peintre néerlandais, aux côtés de Max Fischer à partir de 1992, sera le témoin du dernier enfournement le 10 décembre 1996. Son livre d’artiste renferme des héliographies, des peintures retraçant ces derniers instants. Par ailleurs, lors d'une exposition consacrée à ses œuvres à Biarritz, Brandhof insiste sur la créativité de la poterie : « la création de pièces uniques de style néogrec, néo basque, Jorraila ou Arroka ou comportant des décorations personnalisées aura durant toutes ces années contribué à la renommée de la Poterie auprès d'un large public de collectionneurs. »
Le Festin, qui publie des représentations permettant d’apprécier la vision que l'artiste avait de la poterie reprend une citation de Robert Brandhof, en date du 10 décembre 1996 : « Il règne une atmosphère empreinte d’émotion. Max prépare le four, Carmen finit une pièce dans son petit atelier, je prends des photos… chacun dans le silence conscient de vivre un moment historique. La formidable aventure commencée en 1919 par Louis Floutier, Étienne Vilotte et Lucat se termine définitivement aujourd’hui. Parmi toutes les poteries restant à cuire, un grand vase décoré il y a bien longtemps par Richard Le Coronne mais jamais cuit jusqu’alors et ces ultimes pièces auront à jamais l’indescriptible aura d’avoir fait partie du tout dernier four ».
Dans son carnet de travail, il a consigné cette phrase qui résume les 77 ans d'activité de la poterie :

Quelques oeuvres
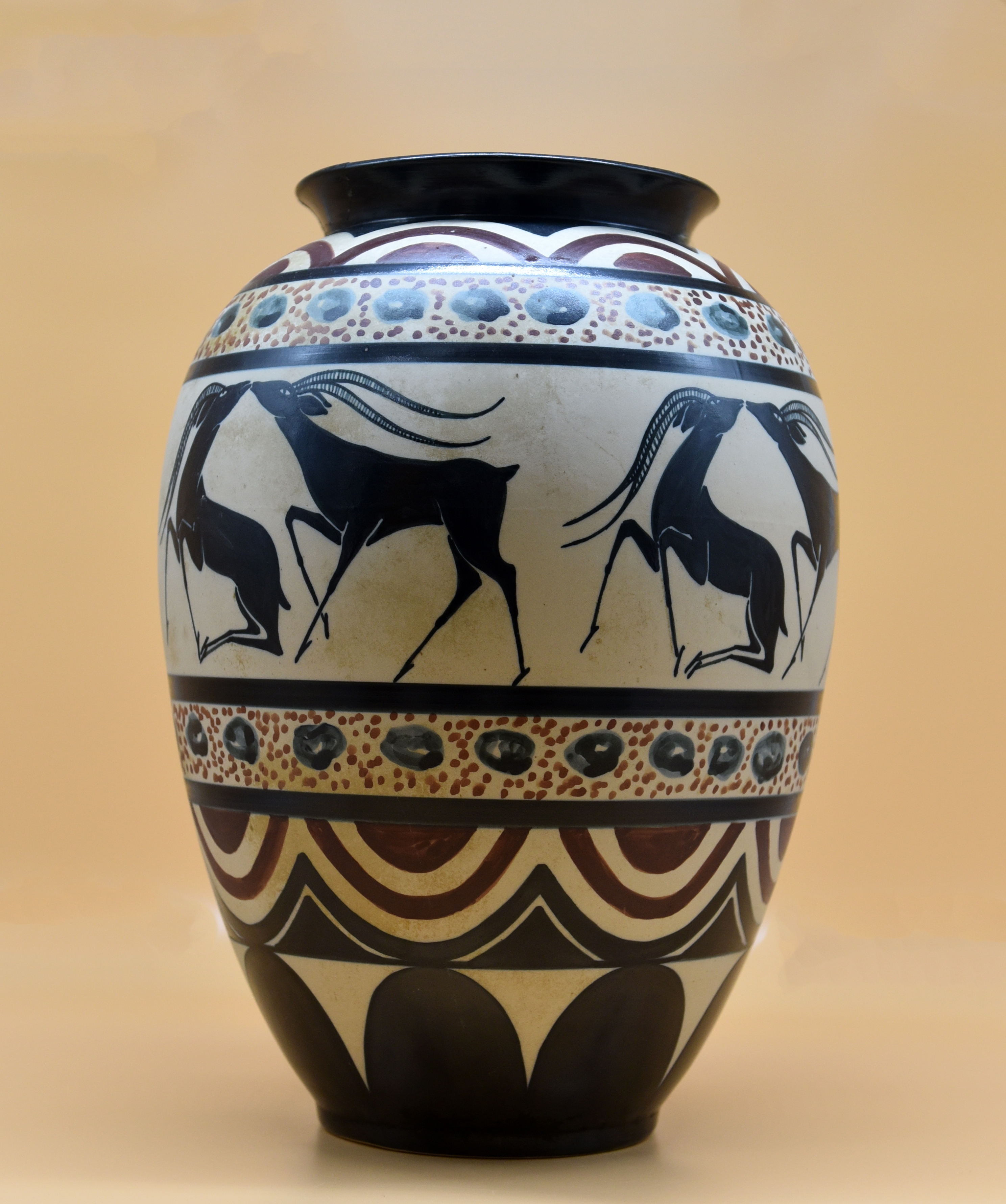
Pedro Garcia de Diego
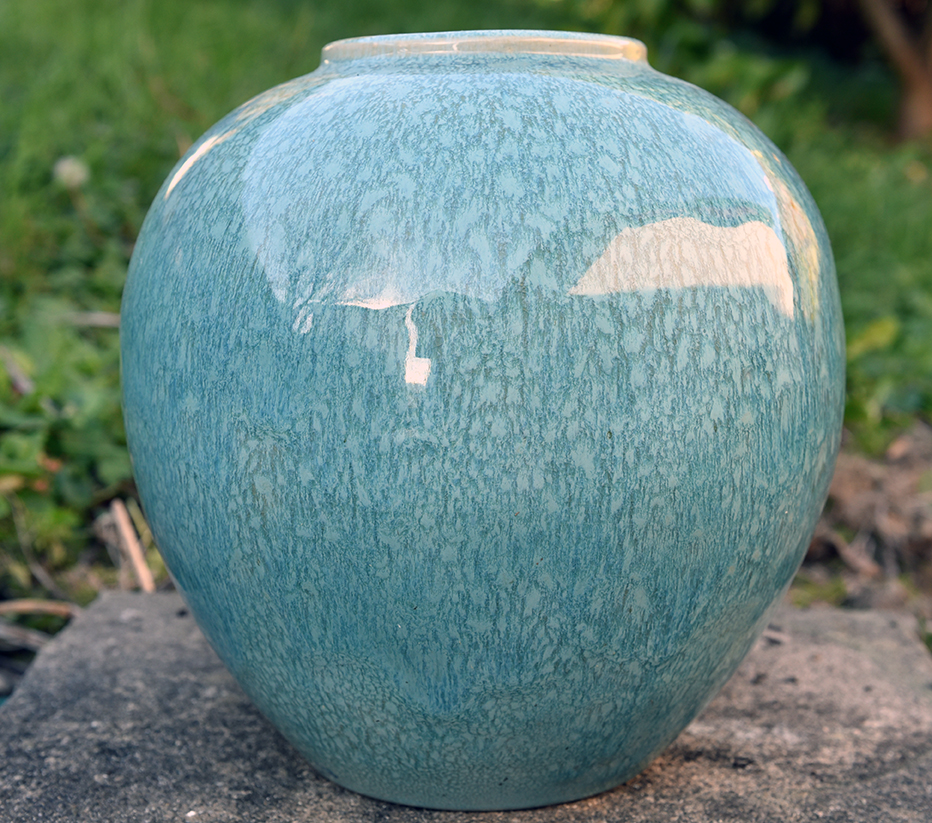
Vase Max Fischer
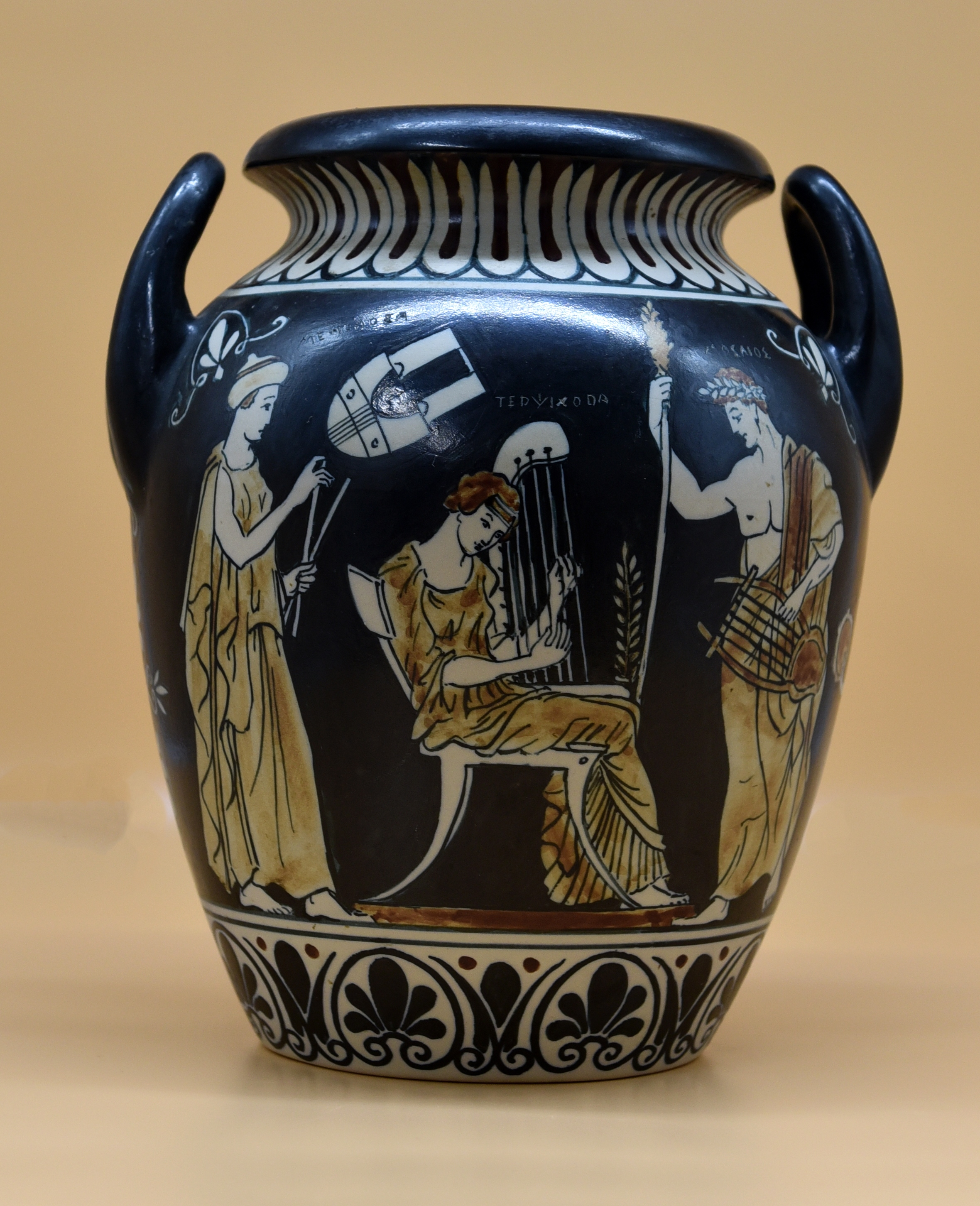
époque Vilotte, non signé